# Босси, Бениньо
Бениньо Босси (англ. Benigno Bossi; 31 июля 1727, Арчизате, провинции Варесе области Ломбардия — 4 ноября 1792, Парма) — итальянский художник, рисовальщик и гравёр, мастер оформления интерьера.

## Биография
В юности Босси хотел учиться живописи у Помпео Батони, но смерть мастера лишила его такой возможности. Художники А. Р. Менгс и Х. В. Дитрих порекомендовали Б. Босси заняться гравюрой. Некоторое время он жил и учился в Нюрнберге и Дрездене, но во время Семилетней войны в 1760 году ему пришлось покинуть Саксонию и отправиться в Пармское герцогство, где он нашёл покровительство.

## Творчество

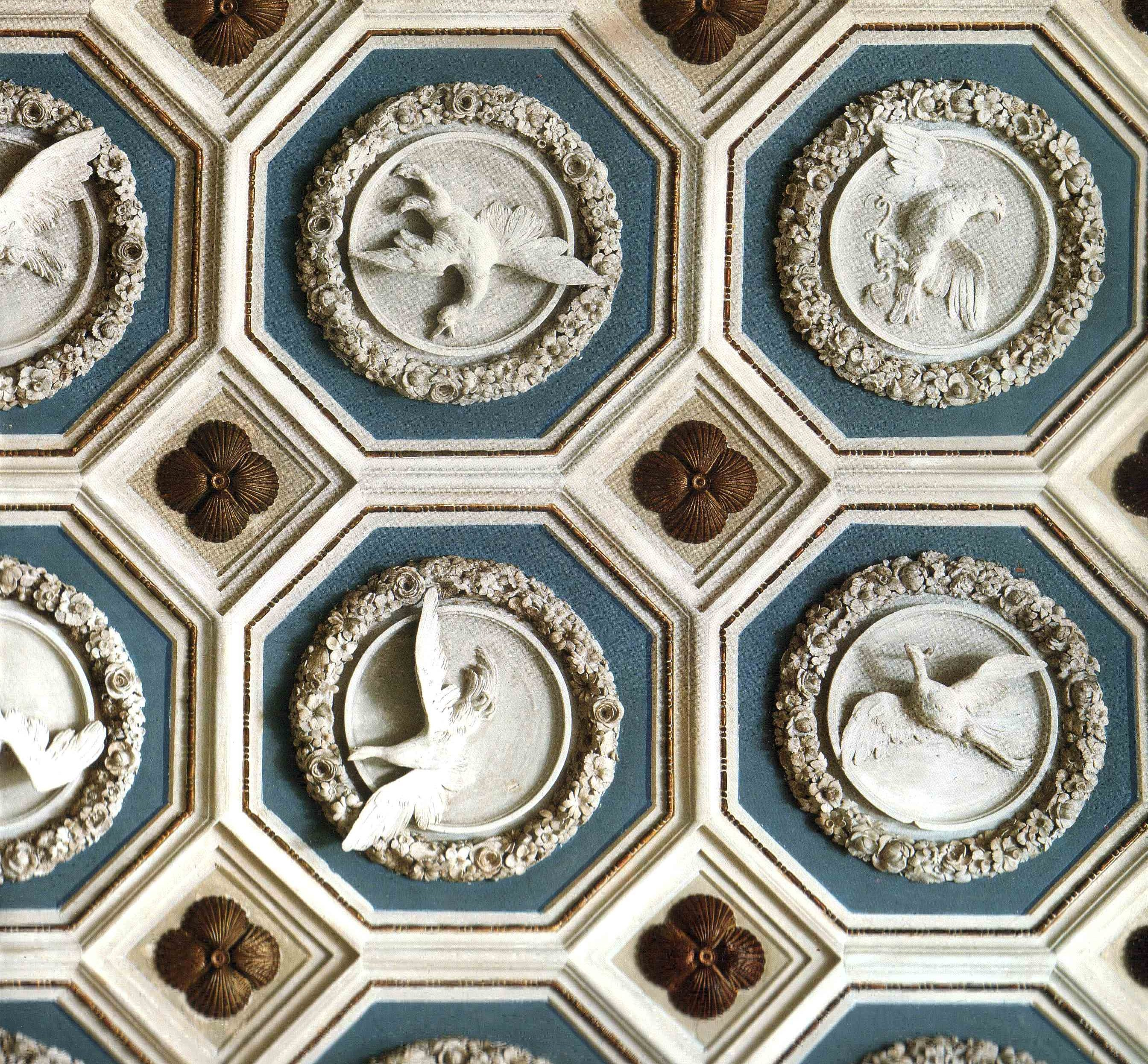
Фрагмент лепнины потолка в Герцогском дворце (Palazzo Ducale) в Парме

Бениньо Босси — автор многих графических работ в технике офорта, акватинты и сложной технике, называемой карандашной манерой, введённой французским гравёром Жилем Демарто. Среди наиболее известных гравюр, созданных Босси: «Автопортрет», «Сретение» (1755), 29 таблиц по рисункам Франческо Пармиджанино, четыре композиции «Времена года» (1770).
В Герцогском дворце (Palazzo Ducale) в Парме, построенном по проекту Э.-А. Петито, на втором этаже находится «Зал птиц». Б. Босси представил в этом зале в росписях и рельефах 224 изображения птиц разных пород. В своих произведениях Босси следовал переходному стилю от барокко к неоклассицизму.
Скончался художник в Парме 4 ноября 1792 года.

## Галерея

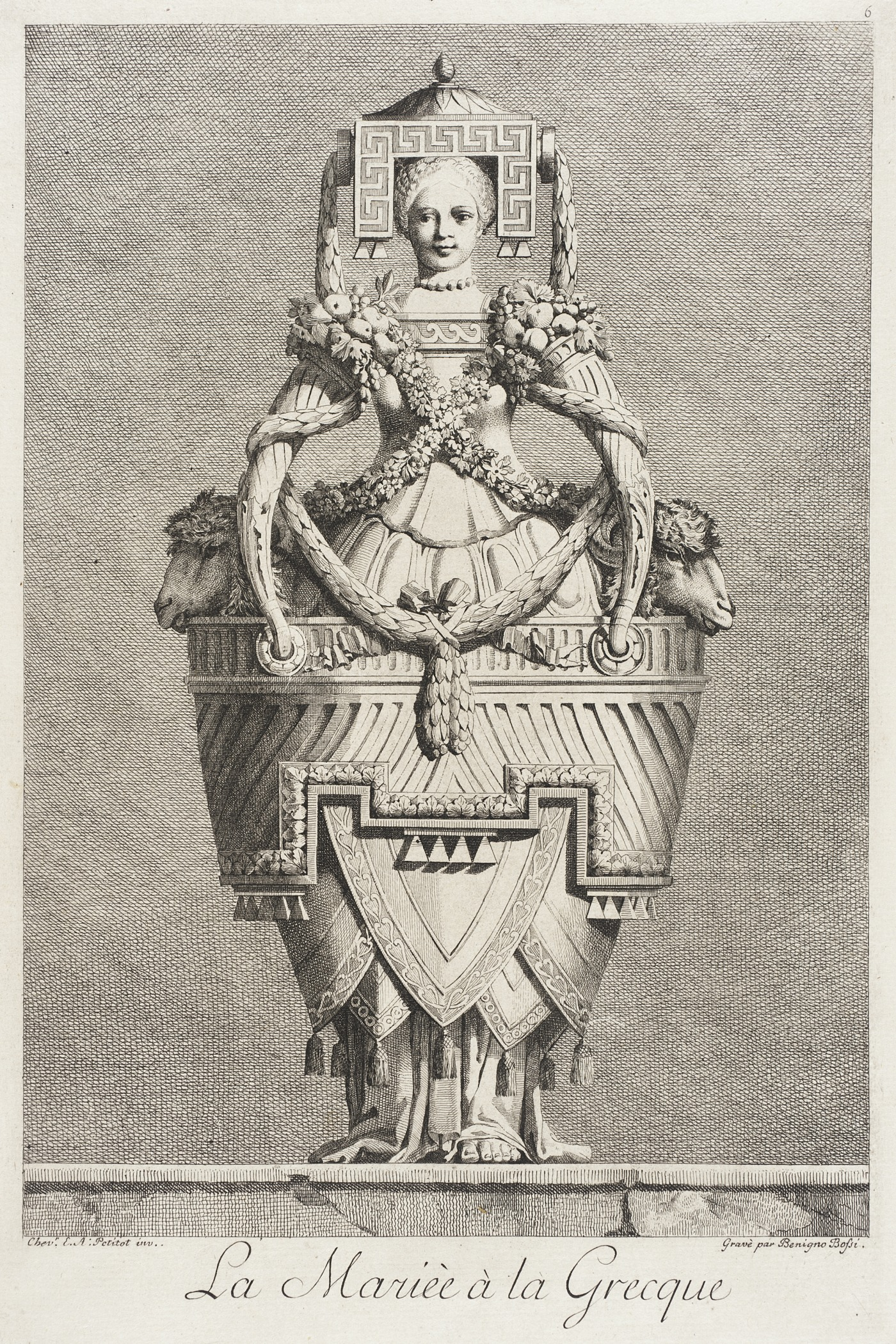
Лист из серии «Маскарад в греческом стиле» по рисунку Э.-А. Петито. 1771
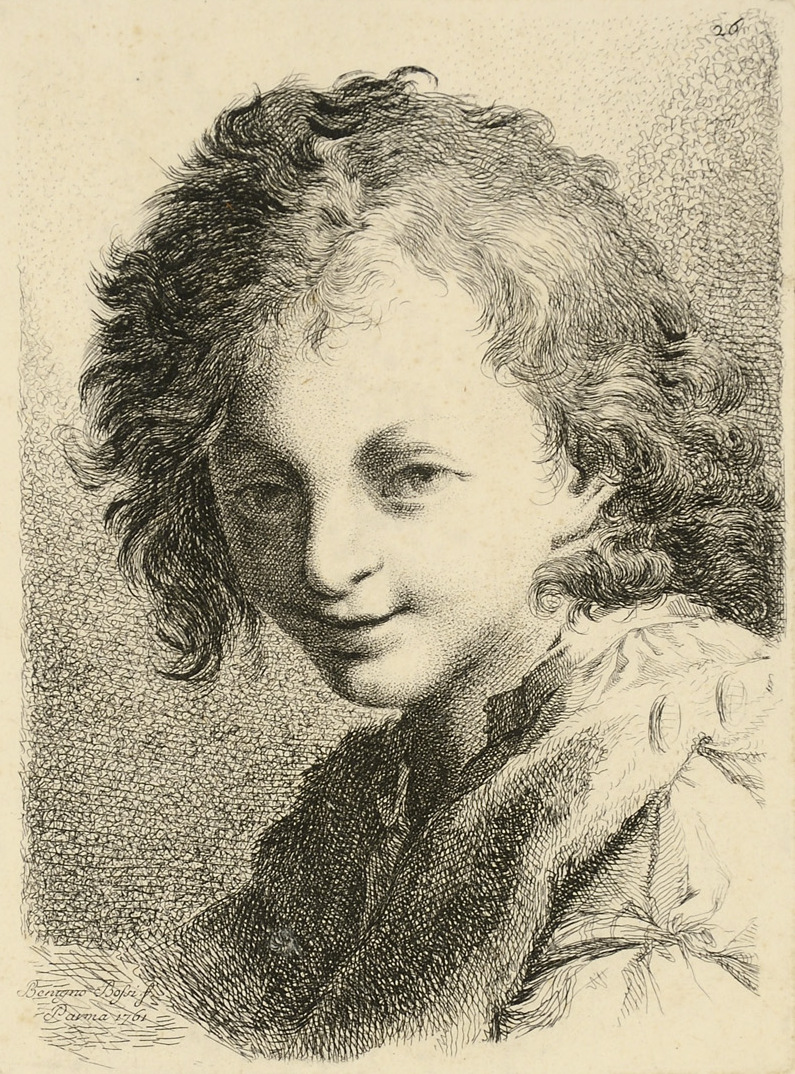
Портрет молодого человека. 1761. Офорт
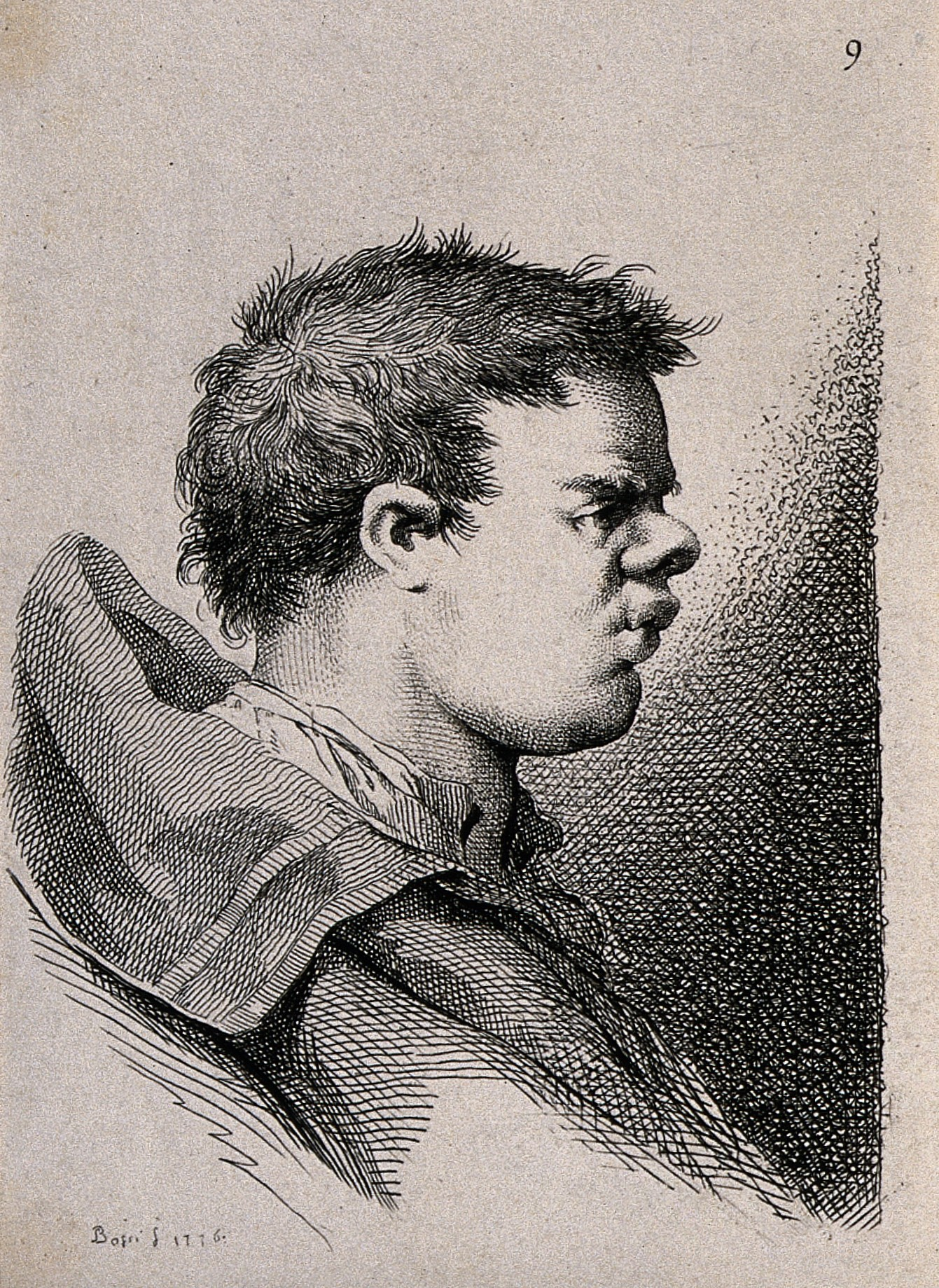
Карикатура. 1776. Офорт
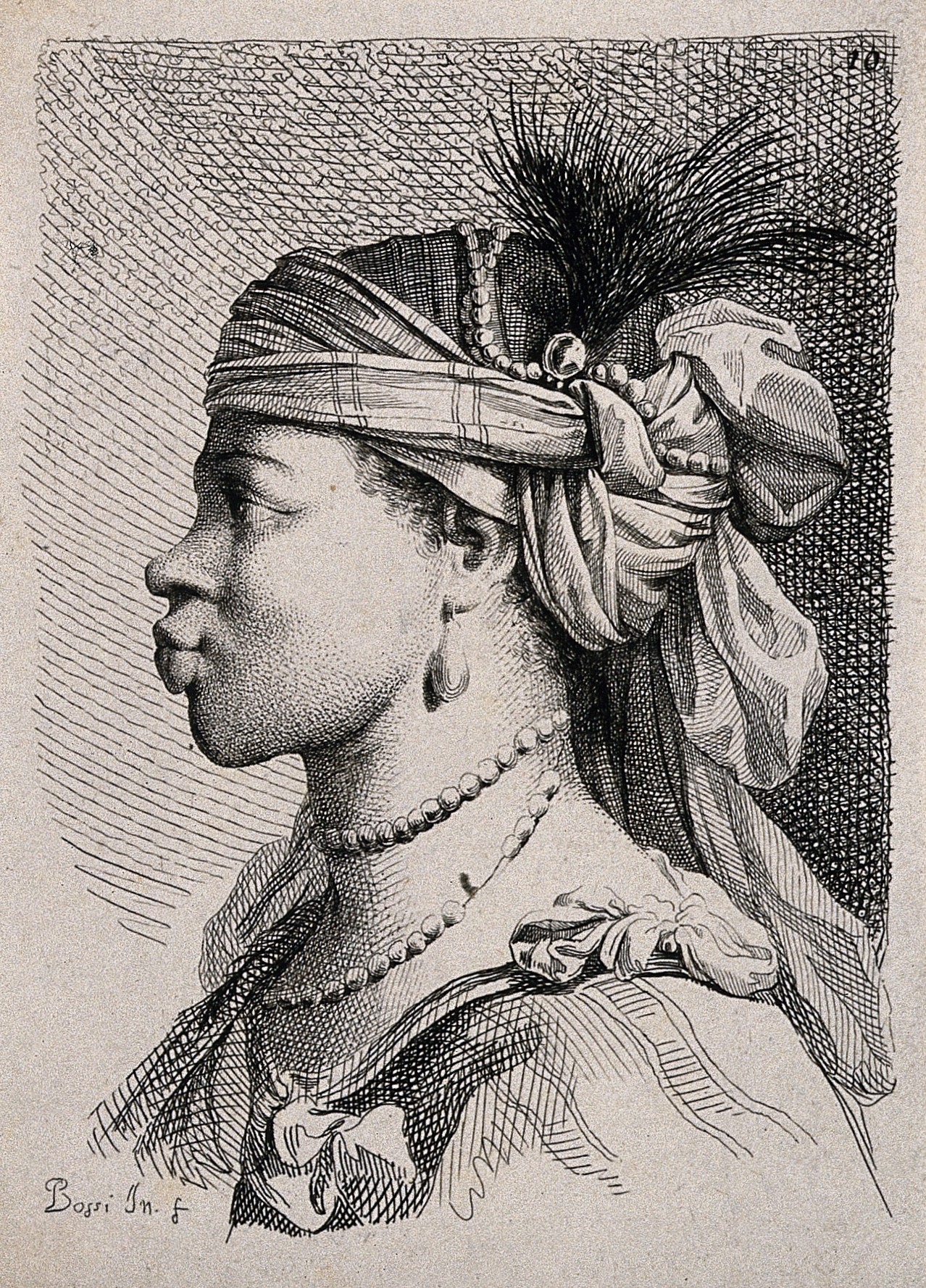
Африканка. 1766. Офорт